# Казімеж Новак
Казімеж Новак (пол. Kazimierz Nowak, 11 січня 1897, Стрий (нині Львівська область) — 13 жовтня 1937, Познань, Польща) — польський мандрівник, кореспондент і фотограф, піонер польського репортажу. Перша людина у світі, яка самостійно двічі перетнула Африку з півночі на південь і у зворотному напрямку (40 тисяч км на велосипеді, пішки, на конях, каное і потягом 1931–1936).

## Біографія
Ще в дитинстві Казімеж Новак мріяв про Африку. Він працював репортером в познанській пресі, і однією із цілей подорожі по Африці було бажання зберегти сім'ю завдяки гонорарам за доповіді, які були опубліковані в польській пресі (у тому числі в «Światowid», «Na Szerokim Świecie», «Naokoło świata», «Ilustracja Polska» і «Przewodnik Katolicki»), а також французькій, італійській і британській. У своїх листах і фотографіях з поїздки по Африці, на додаток до особистого досвіду, захоплювався унікальною культурою, багатством природи і духовного життя африканського континенту. Він виступав, зокрема, проти колоніалізму. Після повернення, в листопаді 1936 року намагався працювати у Франції як фотокореспондент, але безрезультатно. Повернувшись в Польщу в грудні 1936 року читав лекції про Африку, які були добре ілюстровані слайдами. Він помер менш ніж через рік після повернення з поїздки через пневмонію як результат виснаження організму малярією.

## Маршрут подорожі Африкою

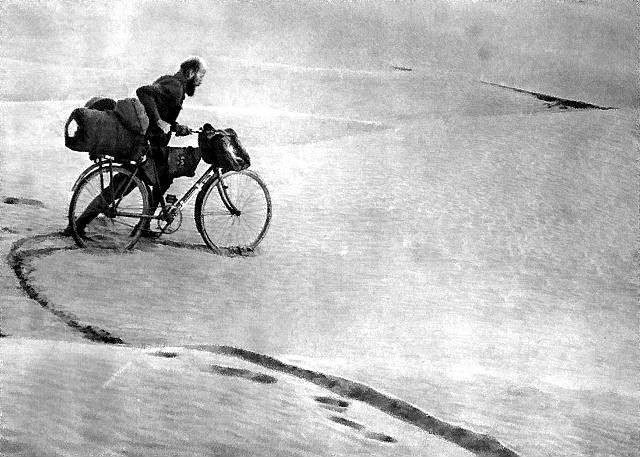
Мандрівник і його велосипед в африканській пустелі

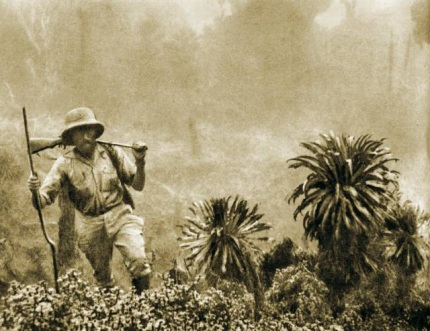
У горах Рувензорі (прикордоння Уганди та Конго).

Назви міст, держав і збережені, як такі, що використовувалися під час його подорожі:
Дорога на південь:
Старт: листопад 1931 - Триполі, Бенгазі, Тобрук (Лівія) → Каїр (Єгипет) → Хартум, Малакаль (Англо-Єгипетський Судан) → Бельгійське Конго → Лубумбаші (Північна Родезія) → Південна Родезія → Преторія, Мис Голковий, мета: квітень 1934 (Південно-Африканський Союз)
Дорога на північ:
Старт: квітень 1934 - Мис Голковий, Кейптаун (Південно-Африканський Союз), Віндгук (Південно-Західна Африка) → Ангола → Кіншаса, Браззавіль (Бельгійське Конго) → Форт-Ламі (Французька Екваторіальна Африка) → Французька Західна Африка → Алжир (місто), мета: листопад 1936 (Алжир)

## Вшанування пам'яті
25 листопада 2006 року на залізничному вокзалі в Познані на честь Казімежа Новака була відкрита меморіальна дошка.
Казімеж Новак є покровителем середньої школи № 5 в Познані.